# Koleraepidemin i Stockholm 1834
Koleraepidemin i Stockholm, som ägde rum mellan augusti och oktober 1834, var en del av den andra kolerapandemin. Det var den första av flera koleraepidemier i Stockholm under 1800-talet.

## Förlopp
Koleran spred sig till Stockholm genom tullaren Emanuel Malmberg, sedan han återvänt från en inspektion av fraktfartyget Mitchell från Hull i England. Sjukdomen spreds i förorenat vatten, och skyddsåtgärder försvårades genom den dåliga hygien som förorsakades av de dåliga bostadsförhållandena i det dåtida Stockholm. 
Tillfälliga kolerajukhus inrättades, bland dem militärkasernen på Östermalm 1:17.  

Värst gick farsoten fram över Ladugårdslandet. "Inom flera smärre hus bortrycktes hela personalen, och vid åtskilliga gator inom nämnda församling syntes befolkningen försvunnen och allt öde", skrev Christian Stenhammar. 

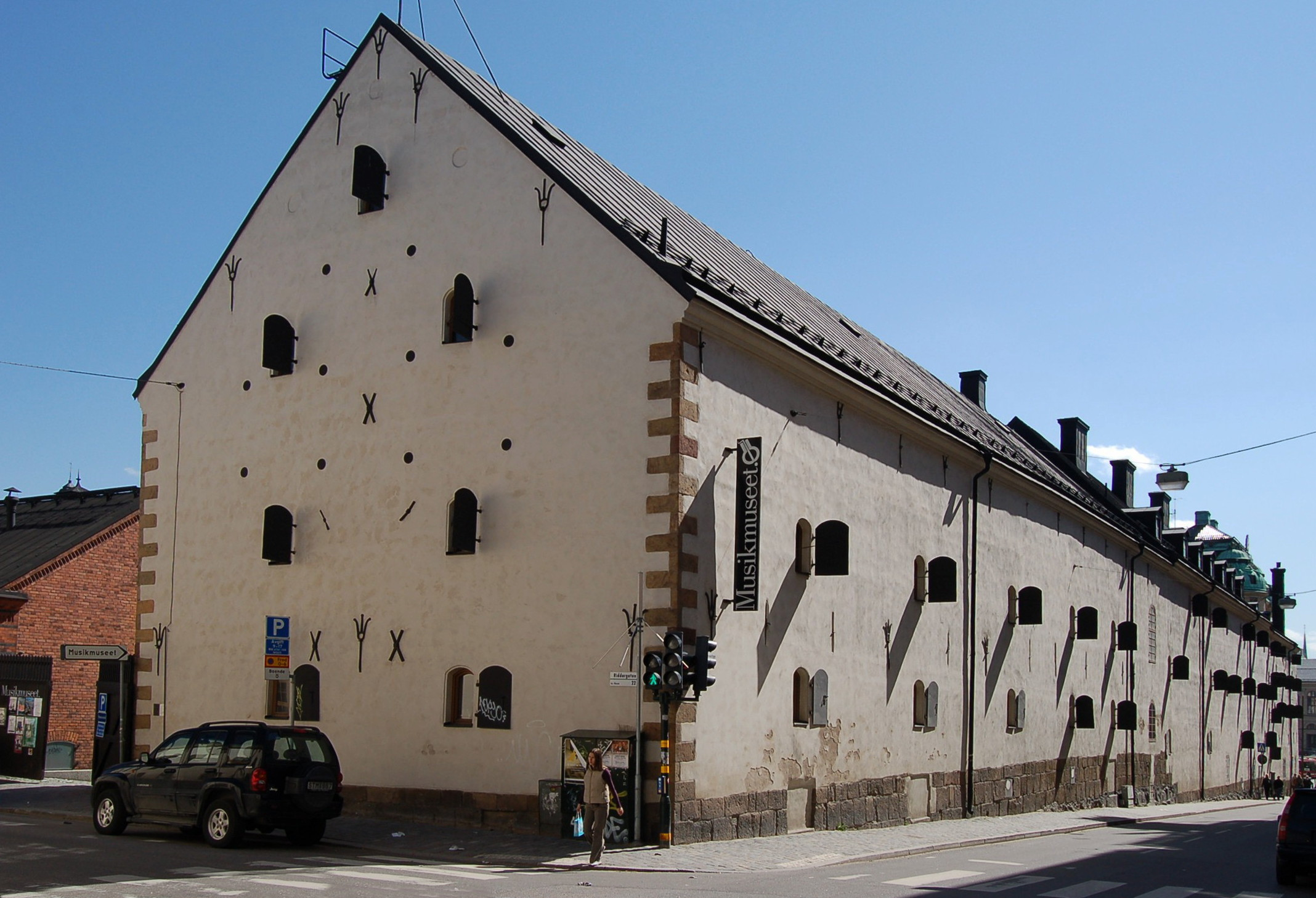
Kronobageriet är den enda kvarvarande byggnaden från Ladugårdslandets 1600-tal.

Även Stockholms slott hemsöktes av farsoten. Bland de församlade ständerna uppstod frågan om riksdagens upplösning. Men kung Karl XIV Johan frågade: "Skall jag i nödens stund övergivas av ständerna?" Riksdagsmännen ansåg det också "olämpligt att giva exempel av klenmodighet". Det gick nämligen rykten inom staden om att sjukdomen berodde på att de rika låtit förgifta de fattiga för att slippa underhålla dem. Och ryktena tog fart. Upphetsade folkmassor sammangaddade sig och rådslog om att sätta eld på sjukhusen. Hade riksdagsmännen givit sig av från staden så ansågs faran för folkupplopp bli överhängande.
Riksdagen fortsatte alltså sitt arbete, även om många ledamöter valde att lämna staden eller hålla sig hemma. I stället för att låta skrämma sig som korporation betraktad gick ständerna till ytterligheten att upphäva de vidtagna avspärrningsåtgärderna, med hänvisning till att de förhindrade kommunikationsmedlen. Detta beslut byggde på rekommendationer av de medicinska auktoriteterna, som tvärsäkert förklarade att smittan överfördes genom luften och inte genom personlig beröring – en smittoteori som fick högst olycksbringande följder.
Bland de uppskrämda folkmassorna spriddes sedan nya rykten. Det påstods att man på sjukhusen gav patienterna gift för att fortast möjligt bli av med dem. Kronprins Oskar bekämpade dessa rykten genom att själv besöka sjukhusen. Fick han se någon patient som inte vågade ta medicinen, kunde det hända att han själv i allas åsyn tog och svalde medicinen.

## Följder

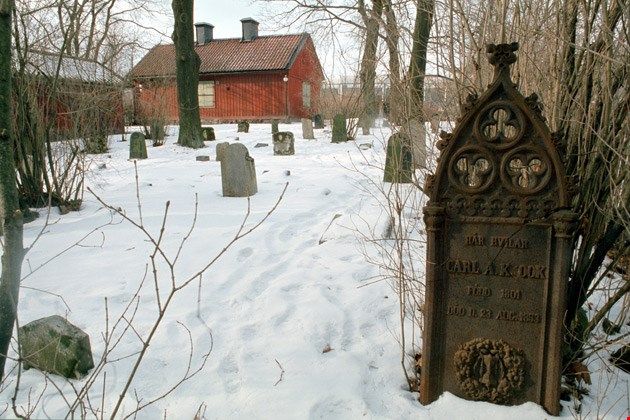
Kolerakyrkogården vid Skanstull.

Utbrottet resulterade i över 3 000 döda (hälften av de insjuknade avled; omkring 120 dagligen). De sjuka avled i så snabb takt att kistor eller gravplatser inte räckte till, och kolerakyrkogården i Gullmarsplan och bredvid Skanstullsbron användes för massbegravningar under denna tid. 
Bland farsotens offer i huvudstaden märktes general Anders Fredrik Skjöldebrand och den preussiske ministern von Tarrach.
Nästa gång Stockholm drabbades av kolera var Koleraepidemin i Stockholm 1853, vilken också resulterade i omkring 3 000 dödsfall på några veckor.